# Serra de la Tardana
La Serra de la Tardana és una serra situada entre els municipis de la Pobla de Claramunt i Piera a la comarca de l'Anoia, amb una elevació màxima de 706 metres.